# Carloman I
Carloman I (751 - 4 tháng 12 năm 771) là vua của người Frank từ năm 768 đến năm 771. Carloman I là con trai của vua Pepin Lùn và Bertrada thành Laon. Ông lên ngôi vua năm 768, và cai trị cùng anh trai ông, Charles I. Người ta biết được rất ít về ông.
Năm 771, Carloman qua đời khi ông mới 20 tuổi, Charles I tiếp tục ở ngôi.